# PAQR3
PAQR3 (англ. Progestin and adipoQ receptor family member 3) – білок, який кодується однойменним геном, розташованим у людей на 4-й хромосомі. Довжина поліпептидного ланцюга білка становить 311 амінокислот, а молекулярна маса — 36 217.
| 10         |  | 20         |  | 30         |  | 40         |  | 50         |
| ---------- |  | ---------- |  | ---------- |  | ---------- |  | ---------- |
| MHQKLLKSAH |  | YIELGSYQYW |  | PVLVPRGIRL |  | YTYEQIPGSL |  | KDNPYITDGY |
| RAYLPSRLCI |  | KSLFILSNET |  | VNIWSHLLGF |  | FLFFTLGIYD |  | MTSVLPSASA |
| SREDFVICSI |  | CLFCFQVCML |  | CSVGYHLFSC |  | HRSEKTCRRW |  | MALDYAGISI |
| GILGCYVSGV |  | FYAFYCNNYW |  | RQVYLITVLA |  | MILAVFFAQI |  | HPNYLTQQWQ |
| RLRSIIFCSV |  | SGYGVIPTLH |  | WVWLNGGIGA |  | PIVQDFAPRV |  | IVMYMIALLA |
| FLFYISKVPE |  | RYFPGQLNYL |  | GSSHQIWHIL |  | AVVMLYWWHQ |  | STVYVMQYRH |
| SKPCPDYVSH |  | L          |  |            |  |            |  |            |

A: Аланін

C: Цистеїн

D: Аспарагінова кислота

E: Глутамінова кислота

F: Фенілаланін

G: Гліцин

H: Гістидин

I: Ізолейцин

K: Лізин

L: Лейцин

M: Метіонін

N: Аспарагін

P: Пролін

Q: Глутамін

R: Аргінін

S: Серин

T: Треонін

V: Валін

W: Триптофан

Кодований геном білок за функцією належить до рецепторів. 
Задіяний у такому біологічному процесі, як альтернативний сплайсинг. 
Локалізований у мембрані, апараті гольджі.